# Astrammina
Astrammina es un género de foraminífero bentónico de la subfamilia Thurammininae, de la familia Saccamminidae, de la superfamilia Saccamminoidea, del suborden Saccamminina y del orden Astrorhizida. Su especie tipo es Astrammina rara. Su rango cronoestratigráfico abarca el Holoceno.

## Discusión
Clasificaciones previas incluían Astrammina en la superfamilia Astrorhizoidea, así como en el suborden Textulariina del orden Textulariida.

## Clasificación
Astrammina incluye a las siguientes especies:
- Astrammina ethinata
- Astrammina limnicola
- Astrammina rara
- Astrammina triangularis

Otra especie considerada en Astrammina es:
- Astrammina sphaerica, aceptado como Saccammina sphaerica